# Kanzleisekretär
Kanzleisekretär oder Kanzleisekretarius, teils schlicht Sekretär oder secretarius genannt, war ein Titel für einen Beamten in der Justizverwaltung. Der Begriff entwickelte sich aus der historischen Bedeutung von Kanzlei als dem Ort, an dem öffentliche Urkunden und Reskripte des Landesherrn hergestellt wurden.
Nach dem Deutschen Rechtswörterbuch war der – vereidigte – Kanzleisekretär oder Kanzleisekretarius ein in gehobener Stellung wirkender, „oft aus den Reihen der Kanzleischreiber hervorgehender Kanzleibedienter mit leitenden Aufgaben bei der Ausfertigung der Schriftstücke, Protokollführung, Siegelführung und anderen Kanzleiarbeiten“. Dieser oftmals auch nur als Sekretär Bezeichnete war in seiner Stellung als erster oder oberster von mehreren Sekretären herausgehoben.
Den Titel Geheimer Kanzleisekretär trug im 18. Jahrhundert beispielsweise Johann Andreas Schernhagen, ein Brieffreund des Experimentalphysikers Georg Christoph Lichtenberg.